# Anemone hepatica
L’herba fetgera, viola de llop, viola de pastor o flatera (Anemone hepatica) és una planta perenne de la família de les ranunculàcies. Aquesta planta també és coneguda com a viola borda, viola de galàpet o herba de la Trinitat. El seu nom binomial és format pels epítets genèric Anemone del grec "mogut pel vent" i "hepatica" del llatí "hepaticus", pres del grec "hepar" (fetge), degut a la similitud de les fulles amb aquest òrgan. En llatí medieval es coneixia com a herba Trinitas.

## Taxonomia
La taxonomia del gènere Anemone encara és problemàtica, però els darrers estudis filogenètics indiquen que el gènere Hepatica (abans reconegut en algunes classificacions) forma part del gènere Anemone.

## Ecologia
És una planta comuna, que es troba en zones fresques i humides, muntanyoses, al sotabosc d'una gran varietat de boscos ombrívols. Floreix durant els mesos de març i abril. El tipus de pol·linització és entomòfila. Es troba en boscs generalment caducifolis, principalment a l'estatge montà, però també al subalpí i a la part més plujosa de la regió mediterrània. Al Pirineu català es troba des de la Val d'Aran i de la Baixa Ribagorça fins al Vallespir i l'Alt Empordà. La trobem també en zones d'Osona, del Bages i del baix Solsonès a l'Anoia. És present, a més, a la Serralada Prelitoral i a les zones que van des del Gironès fins al Montnegre i de Montserrat als Ports de Beseit. A nivell mundial es troba a l'hemisferi nord, tant a Europa com a l'Àsia o Amèrica del Nord.

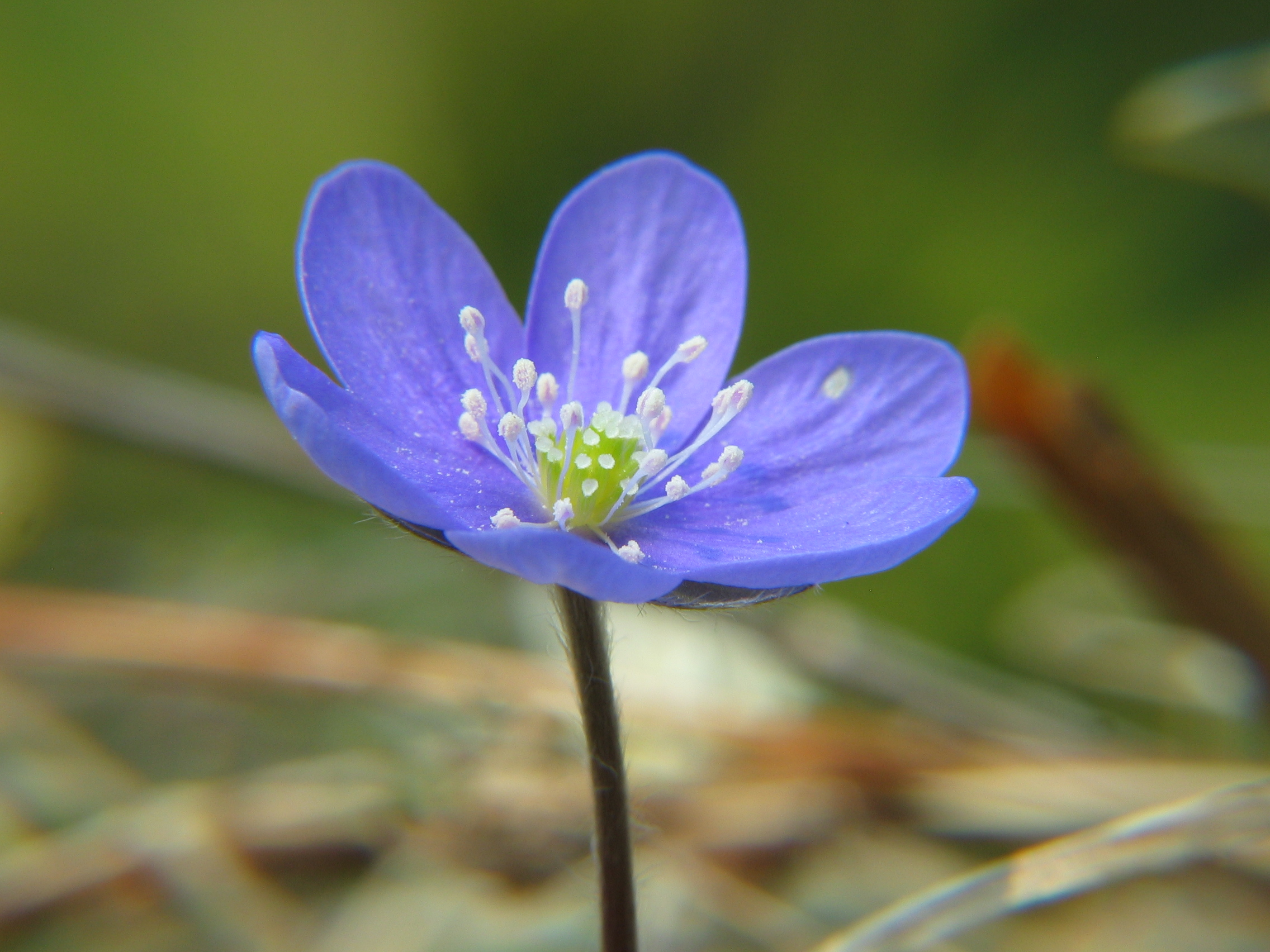
Flor de l'herba fetgera

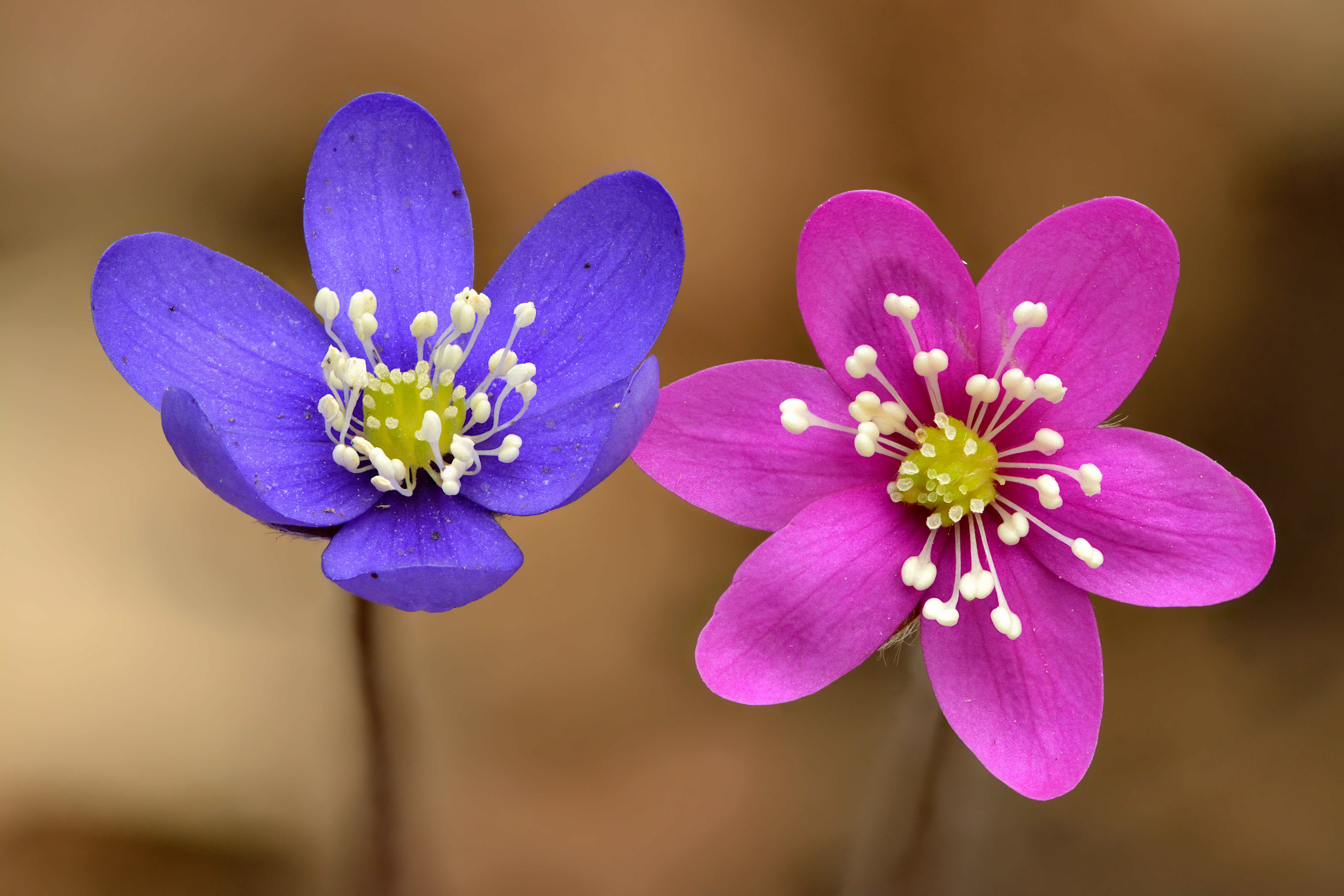

## Morfologia
És una planta perenne d'uns 20cm d'alçada amb moltes arrels fibroses. El rizoma és curt. Les fulles, de color verd fosc, són radicals i d'uns 3cm de longitud, amb pecíols llargs que broten directament de l'arrel amb pèls; formades per 3 lòbuls enters i arrodonits, coriàcies i cordades per la base.
Les flors apareixen tan aviat com desapareix la neu a la primavera. Són hermafrodites, solitàries, amb simetria actinomorfa, de color blau (a vegades poden ser blanques o amb tons rosats) i amb 6 sèpals i 5 a 10 pètals lliures. Creixen erectes amb peduncles vellosos i és una de les flors més belles i delicades de les nostres muntanyes. L'androceu està format per nombrosos estams i el pistil es compon de diversos fruits agrupats sense pic, cadascun dels quals conté una sola llavor. L'involucre està compost per 3 bractèoles que li donen un aspecte de calze; aquest consta de 2 o 3 cimes de sèpals petaloides. El fruit és un aqueni ovat i agut.

## Farmacologia
S'usen les fulles o la planta sencera (sense les arrels). Es recol·lecta l'herba sense arrels i es deixa assecar a l'ombra. La medicina acadèmica no utilitza aquesta espècie encara que posseeix certa eficàcia. També en homeopatia és estrany el seu ús.
Conté heteròsids flavònics: Derivats del quercetol i del kaempferol. Conté antocianidines, flavones, flovafens, polifenols, mucílags i tanins.
En estat fresc aquesta planta conté anemonol, una substància que irrita la pell. Quan aquesta s'asseca, l'anemonol es converteix en anemonina (d'acció tuberculostàtica, és a dir, que inhibeix el creixement dels bacils de la tuberculosi) i en àcids anemònic i isoanemònic que no són nocius.
Conté també, un glucòsid anomenat hepatrilobina.
A la planta dessecada falten totes les substàncies tòxiques pròpies de les ranunculàcies en estat fresc.
Aquesta planta conté un efecte demulcent, mucilaginós, vulnerari i astringent suau i es recomana en infusió per a casos de febre, afeccions hepàtiques lleus, tos, etc. S'utilitza també com espasmolític i colagog. Per via externa s'ha utilitzat en forma de decocció per a tractar els ulls inflamats per conjuntivitis.
La planta no s'ha d'utilitzar en fresc. En quantitats elevades, s'ha descrit que la planta pot produir una irritació del parènquima renal i de les vies urinàries. Pot ocasionar, també, mal d'estómac i gastroenteritis en administrar-se per via oral.
La Comissió Europea no aconsella el seu subministrament al considerar que l'efectivitat terapèutica de la droga i de les seves preparacions no ha estat suficientment demostrada i pel fet que hi ha un cert risc d'aparició de símptomes tòxics degut a la presència de protoanemonina.

## Història
El seu nom característic també és degut a la presència d'unes taques característiques a les fulles que recorden el teixit hepàtic. A més, s'ha usat en medicina popular com a remei tradicional per a les malalties hepàtiques. John Gerard, un important herborista anglès famós pel seu jardí botànic, ja parlava de l'herba fetgera descrivint-la com una planta amb moltes fulles disseminades per terra, amb tres cantons, d'un color verd greixós per la part superior i grisoses per sota. La classificava com a herba freda, seca i astringent, afirmant que era bona contra les debilitats del fetge que procedien d'una causa calenta, ja que refredava i reforçava amb gran valerositat.

## Galeria d'imatges
- Aspecte general
- Detall de les fulles
- Fruit
- Detall de les flors
- Varietats blava, blanca i híbrida. A Montcalb
- Varietat blanca. A Pinós